# Droemer Knaur
Droemer Knaur est une maison d’édition allemande  fondée à Leipzig en 1846 par l'imprimeur et relieur Wilhelm Theodor Knaur (1818-1877) et dont le siège est situé à Munich.

## Historique
Elle fut reprise en 1934 par Adalbert Droemer, employé de l'entreprise depuis 1902, puis en 1939 par son fils Willy. Après la Seconde Guerre mondiale, son siège fut transféré à Munich. Depuis 1981, le groupe éditorial appartient à Verlagsgruppe Georg von Holtzbrinck. En 1999, il était détenu à 50% par Holtzbrinck et à 50% par le groupe Weltbild et prenait le nom de Verlagsgruppe Droemer Weltbild, avant de revenir à l'appellation Verlagsgruppe Droemer Knaur. Depuis 2013, Verlagsgruppe Georg von Holtzbrinck détient 100% du capital.